# Gouvernement du Danemark
Le gouvernement du Danemark représente le pouvoir exécutif du royaume de Danemark depuis 1848. Le gouvernement est dirigé par le Premier ministre (en danois : Statsminister, littéralement « Ministre d'État ») et compte une vingtaine de membres appelés « ministres », dirigeant chacun un ministère spécifique. 
Depuis le début du XXe siècle, le gouvernement se compose d'une coalition de partis (représentés à la chambre basse du Parlement, le Folketing), aucun parti n'ayant le nombre de députés nécessaires pour former seul un gouvernement.

## Liste des gouvernements
| Gouvernement              | Parti | Parti                  | Parti(s) de la Coalition | Début             | Fin               |
| ------------------------- | ----- | ---------------------- | ------------------------ | ----------------- | ----------------- |
| Moltke I                  |       |                        |                          | 22 mars 1848      | 16 novembre 1848  |
| Moltke II                 |       |                        |                          | 16 novembre 1848  | 13 juillet 1851   |
| Moltke III                |       |                        |                          | 13 juillet 1851   | 18 octobre 1851   |
| Moltke IV                 |       |                        |                          | 18 octobre 1851   | 27 janvier 1852   |
| Bluhme I                  |       | Højre                  |                          | 27 janvier 1852   | 21 avril 1853     |
| Ørsted                    |       | Højre                  |                          | 21 avril 1853     | 12 décembre 1854  |
| Bang                      |       | Højre                  |                          | 12 décembre 1854  | 18 octobre 1856   |
| Andræ                     |       |                        |                          | 18 octobre 1856   | 13 mai 1857       |
| Hall I                    |       | De Nationalliberale    |                          | 13 mai 1857       | 2 décembre 1859   |
| Rotwitt                   |       | Bondevennernes Selskab |                          | 2 décembre 1859   | 24 février 1860   |
| Hall II                   |       | De Nationalliberale    |                          | 24 février 1860   | 31 décembre 1863  |
| Monrad                    |       | De Nationalliberale    |                          | 31 décembre 1863  | 11 juillet 1864   |
| Bluhme II                 |       | Højre                  |                          | 11 juillet 1864   | 6 novembre 1865   |
| Frijs                     |       | Højre                  |                          | 6 novembre 1865   | 28 mai 1870       |
| Holstein-Holsteinborg     |       | Mellempartiet          |                          | 28 mai 1870       | 14 juillet 1874   |
| Fonnesbech                |       | Højre                  |                          | 14 juillet 1874   | 11 juin 1875      |
| Estrup                    |       | Højre                  |                          | 11 juin 1875      | 7 août 1894       |
| Reedtz-Thott              |       | Højre                  |                          | 7 août 1894       | 23 mai 1897       |
| Hørring                   |       | Højre                  |                          | 23 mai 1897       | 27 avril 1900     |
| Sehested                  |       | Højre                  |                          | 27 avril 1900     | 24 juillet 1901   |
| Deuntzer                  |       | V                      |                          | 24 juillet 1901   | 14 janvier 1908   |
| J. C. Christensen         |       | V                      |                          | 14 janvier 1905   | 12 octobre 1908   |
| Neergaard I               |       | V                      |                          | 12 octobre 1908   | 16 août 1909      |
| Holstein-Ledreborg        |       | V                      |                          | 16 août 1909      | 28 octobre 1909   |
| Zahle I                   |       | RV                     |                          | 28 octobre 1909   | 5 juillet 1910    |
| Klaus Berntsen            |       | V                      |                          | 5 juillet 1910    | 21 juin 1913      |
| Zahle II                  |       | RV                     |                          | 21 juin 1913      | 30 mars 1920      |
| Otto Liebe                |       | SE                     |                          | 30 mars 1920      | 5 avril 1920      |
| M. P. Friis               |       | SE                     | SD                       | 5 avril 1920      | 5 mai 1920        |
| Neergaard II              |       | V                      |                          | 5 mai 1920        | 9 octobre 1922    |
| Neergaard III             |       | V                      |                          | 9 octobre 1922    | 23 avril 1924     |
| Thorvald Stauning I       |       | SD                     |                          | 23 avril 1924     | 14 décembre 1926  |
| Madsen-Mygdal             |       | V                      |                          | 14 décembre 1926  | 30 avril 1929     |
| Thorvald Stauning II      |       | SD                     |                          | 30 avril 1929     | 4 novembre 1935   |
| Thorvald Stauning III     |       | SD                     |                          | 4 novembre 1935   | 15 septembre 1939 |
| Thorvald Stauning IV      |       | SD                     |                          | 15 septembre 1939 | 10 avril 1940     |
| Thorvald Stauning V       |       | SD                     |                          | 10 avril 1940     | 8 juillet 1940    |
| Thorvald Stauning VI      |       | SD                     | RV, V et KF              | 8 juillet 1940    | 4 mai 1942        |
| Vilhelm Buhl I            |       | SD                     | RV, V et KF              | 4 mai 1942        | 9 novembre 1942   |
| Scavenius                 |       | RV                     | V, SD et KF              | 9 novembre 1942   | 29 août 1943      |
| Occupation allemande      |       |                        |                          |                   |                   |
| Vilhelm Buhl II           |       | SD                     | KF, V, RV, DS, DKP et FD | 5 mai 1945        | 7 novembre 1945   |
| Knud Kristensen           |       | V                      |                          | 7 novembre 1945   | 13 novembre 1947  |
| Hans Hedtoft I            |       | SD                     |                          | 13 novembre 1947  | 16 septembre 1950 |
| Hans Hedtoft II           |       | SD                     |                          | 16 septembre 1950 | 30 octobre 1950   |
| Erik Eriksen              |       | V                      | KF                       | 30 octobre 1950   | 30 septembre 1953 |
| Hans Hedtoft III          |       | SD                     |                          | 30 septembre 1953 | 1er février 1955  |
| H. C. Hansen I            |       | SD                     |                          | 1er février 1955  | 28 mai 1957       |
| H. C. Hansen II           |       | SD                     | RV et DR                 | 28 mai 1957       | 21 février 1960   |
| Viggo Kampmann I          |       | SD                     | RV et DR                 | 21 février 1960   | 18 novembre 1960  |
| Viggo Kampmann II         |       | SD                     | RV                       | 18 novembre 1960  | 3 septembre 1962  |
| Jens Otto Krag I          |       | SD                     | RV                       | 3 septembre 1962  | 26 septembre 1964 |
| Jens Otto Krag II         |       | SD                     |                          | 26 septembre 1964 | 2 février 1968    |
| Hilmar Baunsgaard         |       | RV                     | V et KF                  | 2 février 1968    | 11 octobre 1971   |
| Jens Otto Krag III        |       | SD                     |                          | 11 octobre 1971   | 5 octobre 1972    |
| Anker Jørgensen I         |       | SD                     |                          | 5 octobre 1972    | 6 décembre 1973   |
| Poul Hartling             |       | V                      |                          | 19 décembre 1973  | 13 février 1975   |
| Anker Jørgensen II        |       | SD                     |                          | 13 février 1975   | 30 août 1978      |
| Anker Jørgensen III       |       | SD                     | V                        | 30 août 1978      | 26 octobre 1979   |
| Anker Jørgensen IV        |       | SD                     |                          | 26 octobre 1979   | 30 décembre 1981  |
| Anker Jørgensen V         |       | SD                     |                          | 30 décembre 1981  | 10 septembre 1982 |
| Poul Schlüter I           |       | KF                     | V, KFp et CD             | 10 septembre 1982 | 10 septembre 1987 |
| Poul Schlüter II          |       | KF                     | V, KFp et CD             | 10 septembre 1987 | 3 juin 1988       |
| Poul Schlüter III         |       | KF                     | V et RV                  | 3 juin 1988       | 18 décembre 1990  |
| Poul Schlüter IV          |       | KF                     | V                        | 18 décembre 1990  | 25 janvier 1993   |
| Poul Nyrup Rasmussen I    |       | SD                     | RV, KFP et CD            | 25 janvier 1993   | 27 septembre 1994 |
| Poul Nyrup Rasmussen II   |       | SD                     | RV et CD                 | 27 septembre 1994 | 30 décembre 1996  |
| Poul Nyrup Rasmussen III  |       | SD                     | RV                       | 30 décembre 1996  | 23 mars 1998      |
| Poul Nyrup Rasmussen IV   |       | SD                     | RV                       | 23 mars 1998      | 27 novembre 2001  |
| Anders Fogh Rasmussen I   |       | V                      | KF                       | 27 novembre 2001  | 18 février 2005   |
| Anders Fogh Rasmussen II  |       | V                      | KF                       | 18 février 2005   | 23 novembre 2007  |
| Anders Fogh Rasmussen III |       | V                      | KF                       | 23 novembre 2007  | 5 avril 2009      |
| Lars Løkke Rasmussen I    |       | V                      | KF                       | 7 avril 2009      | 3 octobre 2011    |
| Helle Thorning-Schmidt I  |       | SD                     | RV et SF                 | 3 octobre 2011    | 3 février 2014    |
| Helle Thorning-Schmidt II |       | SD                     | RV                       | 3 février 2014    | 28 juin 2015      |
| Lars Løkke Rasmussen II   |       | V                      |                          | 28 juin 2015      | 28 novembre 2016  |
| Lars Løkke Rasmussen III  |       | V                      | LA et KF                 | 28 novembre 2016  | 27 juin 2019      |
| Mette Frederiksen I       |       | SD                     |                          | 27 juin 2019      | 15 décembre 2022  |
| Mette Frederiksen II      |       | SD, V, M               |                          | 27 juin 2019      | En fonction       |

## Gouvernement actuel
| Fonction                                                                                          | Titulaire | Titulaire                  | Parti |
| ------------------------------------------------------------------------------------------------- | --------- | -------------------------- | ----- |
| Première ministre                                                                                 |           | Mette Frederiksen          | SD    |
| Ministre de la Défense                                                                            |           | Troels Lund Poulsen        | V     |
| Ministre des Affaires étrangères                                                                  |           | Lars Løkke Rasmussen       | M     |
| Ministre des Finances                                                                             |           | Nicolai Wammen             | SD    |
| Ministre des Affaires économiques                                                                 |           | Jakob Ellemann-Jensen      | V     |
| Ministre de l'Intérieur et de la Santé                                                            |           | Sophie Løhde               | V     |
| Ministre de la Justice                                                                            |           | Peter Hummelgaard Thomsen  | SD    |
| Ministre de la Culture                                                                            |           | Jakob Engel-Schmidt        | M     |
| Ministre de l'Industrie, des Entreprises et des Affaires financières                              |           | Morten Bødskov             | SD    |
| Ministre de la Coopération pour le développement Ministre de la Politique climatique globale      |           | Dan Jørgensen              | SD    |
| Ministre de l'Environnement                                                                       |           | Magnus Heunicke            | SD    |
| Ministre des Affaires sociales et du Logement                                                     |           | Pernille Rosenkrantz-Theil | SD    |
| Ministre de l'Emploi                                                                              |           | Ane Halsboe-Jørgensen      | SD    |
| Ministre de l'Enfance et de l'Éducation                                                           |           | Mattias Tesfaye            | SD    |
| Ministre de l'Immigration et de l'Intégration                                                     |           | Kaare Dybvad               | SD    |
| Ministre de la Fiscalité                                                                          |           | Jeppe Bruus Christensen    | SD    |
| Ministre de l'Alimentation, de l’Agriculture et de la Pêche                                       |           | Jacob Jensen               | V     |
| Ministre des Affaires ecclésiastiques Ministre de la Ruralité Ministre de la Coopération nordique |           | Louise Schack Elholm       | V     |
| Ministre des Transports                                                                           |           | Thomas Danielsen           | V     |
| Ministre de l'Enseignement supérieur et de la Science                                             |           | Christina Egelund          | M     |
| Ministre de la Numérisation Ministre de l'Égalité                                                 |           | Marie Bjerre               | V     |
| Ministre des Personnes âgées                                                                      |           | Mette Kierkgaard           | M     |
| Ministre du Climat, de l'Énergie et de l'Approvisionnement                                        |           | Lars Aagaard               | M     |